# 커넥트웨이브
커넥트웨이브(ConnectWave)는 코리아센터와 다나와가 합병할 신설 법인이다.

## 연혁
2024년
- 생성형AI 구축[1][2]

2022년
- 04(주)코리아센터로 최대주주 변경 대표이사 변경(손윤환, 안징현 -> 안징현)
- 12(주)코리아센터와 합병, 커넥트웨이브로 사명 변경

2021년
- 04다나와 '라이브쇼핑' 서비스 오픈
- 12다나와 '프리뷰어' 서비스 오픈

2020년
- 05커뮤니티 ‘PC26’ 오픈
- 10샵다나와 ‘스마트견적’ 서비스 오픈

2019년
- 06‘2019 대한민국 마케팅페어’ 중소벤처기업부 장관상 수상

2018년
- 03제52회 납세자의 날 국세청장상 수상
- 06제10회 대한민국코스닥대상 최우수사회공헌기업상 수상

2017년
- 04다나와 여행 서비스 오픈

2016년
- 03 샵다나와 오픈
- 04 사회공헌 캠페인 '키다리 삼촌' 오픈
- 07 'PC 견적'앱 개편
- 09 샵다나와 온라인견적서 서비스 개편
- 10 한국데이터베이스진흥원 '콘텐츠제공서비스 품질인증 갱신
- 11 대한민국 세종대왕 나눔봉사대상 수상
- 12 '정보보호관리체계(ISMS)'인증 갱신

-
2015년
- 03 ‘캠핑톡 for Kakao’ 앱 인수
- 04 ‘다나와 TV쇼핑’ 앱 오픈
- 12 제20회 한국유통대상 장관상 수상

-
2014년
- 05 ‘㈜오토샵’ 인수
- 11 한국인터넷진흥원 ‘정보보호관리체계(ISMS)’인증 획득
- 12 ‘2014 콘텐츠제공서비스 품질대상’우수상 수상

-
2013년
- 04 ‘㈜다나와 컴퓨터’ 법인 설립
- 06 다나와 자동차(auto.danawa.com)서비스 오픈
- 11 특허등록 제 10-1336151호 [온라인 쇼핑몰의 관람정보를 수집하여 가격비교 서비스를 제공하는 방법 및 시스템]
- 12 다나와 컴퓨터 국가 조달망 나라장터 등록

-
2012년
- 01 여성포털 사이트 마이클럽(www.miclub.com)인수
- 02 다나와-LG전자, 스마트TV 콘텐츠 서비스 협력 MOU
- 12 다나와 딜러몰(www.danawab2b.com)오픈

-
2011년
- 01 한국거래소 코스닥시장 상장
- 06 특허등록 제10-1045017호 [조립 PC의 부품 선정 방법과 부품 공급 방법 및 시스템]
- 08 특허등록 제10-1057374호 [전력 사용량에 따른 전자제품 추천 시스템 및 방법]
- 10 전국망 컴퓨터 A/S 서비스 ‘다나와 인프라’ 오픈

-
2010년
- 01 한국 온라인쇼핑협회(KOLSA) 정회원사 가입
- 06 다나와 모바일 웹 사이트(m.danawa.com) 오픈
- 10특허등록 제10-0986200호 [인증에 의한 인터넷 상품 정보 콘텐트 제공 장치 및 방법]
- 12특허등록 제10-1003084호 [블로그 생성 및 블로그 정보 검색 서비스 시스템 및 방법]

-
2009년
- 01 특허등록 제10-0892130호 [온라인 주문서 평가 시스템 및 그 방법]
- 04 특허등록 제10-0892290호 [온라인 주문을 위한 부품 추천 시스템 및 그 방법]
- 11 상품전문 뉴스채널 미디어잇(www.it.co.kr) 오픈

-
2008년
- 01   특허등록 제10-0799324호 [조립PC의 AS 제공방법 및 시스템]

      특허등록 제10-0799325호 [PC의 신뢰성 검증방법 및 시스템]
- 04  제8회 대한민국 디지털경영혁신대상 지식경제부장관상 수상

-
2007년
- 01 제휴 상품 수집기 2.0 개발 / 이벤트 페이지 블로그 형태로 개편

     특허등록 제10-0669540호 [전자상거래 서비스 시스템 및 그 방법]
-
2006년
- 01 하나은행 매매보호(에스크로) 서비스 협력사 계약 체결
- 07 ‘상품 블로그’ 서비스 오픈
- 12 중소기업청 ‘기술혁신형 중소기업(INNO-BIZ)’ 선정

-
2005년
- 02 벤처 기업 등록 승인
- 11 노트북 가격비교 섹션 오픈

-
2004년
- 07 다나와 실명확인 서비스 시행
- 12 다나와 가전사이트 오픈

-
2003년
- 04 전자보증 매매보호 서비스 확대 적용
- 10 다나와 기업 부설 연구소 설립

-
2002년
- 03 중국 북경 지사 설립
- 06 법인전환 (주식회사 다나와, 자본금 5억)
- 11 데이콤, 서울보증보험, U-click 과 제휴하여 매매보호 서비스 시작

-
2001년
- 11 2000만 누적 방문자수 기록
- 12 다나와 연동 쇼핑몰 서비스 개시 (쇼핑몰 웹호스팅 서비스)

-
2000년
- 02 디지털 카메라 가격비교 서비스 danawa.co.kr 출범
- 04 컴퓨터 관련 상품으로 가격 비교 대상 확대 / 회사 설립